# Малахово (Великопольське воєводство)
Малахово (пол. Małachowo, нім. Großdorf) — село в Польщі, у гміні Дольськ Сьремського повіту Великопольського воєводства.
Населення — 522 особи (2011).
У 1975-1998 роках село належало до Познанського воєводства.

## Демографія
Демографічна структура станом на 31 березня 2011 року:
|          | Загалом | Допрацездатний вік | Працездатний вік | Постпрацездатний вік |
| -------- | ------- | ------------------ | ---------------- | -------------------- |
| Чоловіки | 262     | 63                 | 173              | 26                   |
| Жінки    | 260     | 60                 | 142              | 58                   |
| Разом    | 522     | 123                | 315              | 84                   |